# Anthony Ciccone
Anthony "Sonny" Ciccone (nacido el 19 de julio de 1934) es un mafioso neoyorquino y un capitán de la familia criminal Gambino. Durante más de veinte años, Ciccone controló los muelles de Staten Island y Brooklyn.

## Biografía
El 19 de diciembre de 1991, en un decreto de consentimiento a una demanda civil interpuesta por el gobierno federal, Ciccone aceptó renunciar a sus cargos en el Local 1841 de la Asociación Internacional de Estibadores (ILA). Este decreto también prohibía a Ciccone participar en cualquier actividad de la ILA o de los muelles.
De 2000 a 2001, Ciccone ayudó a dirigir una casa de apuestas de los Gambino en Costa Rica.
El 4 de junio de 2002, Ciccone fue acusado de ejercer un control ilegal sobre los locales 1 y 1814 del ILA, en contravención del decreto de consentimiento de 1991. Ciccone también fue acusado de intentar extorsionar al actor Steven Seagal. El 17 de marzo de 2003, Ciccone fue condenado por extorsión.
Ciccone cumplió su condena en la Institución Correccional Federal (FCI) de Fort Dix, Nueva Jersey. Fue puesto en libertad el 24 de abril de 2013.